# Attilio Ascarelli
Attilio Ascarelli (Roma, 4 agosto 1875 – Roma, 1962) è stato un medico italiano.

## Biografia
Attilio Ascarelli nacque a Roma da Tranquillo e Rosa Sereni, appartenenti a storiche famiglie ebree romane. Sposato con Elena Pontecorvo, è padre del noto giurista Tullio Ascarelli e zio di Eugenio Colorni (figlio di Clara Pontecorvo, sorella di sua moglie). Quest'ultimo, marito di  Ursula Hirschmann, partecipò con Altiero Spinelli ed Ernesto Rossi alla scrittura del Manifesto per un'Europa libera e unita. 
Frequentò il Liceo classico Ennio Quirino Visconti di Roma, dove ebbe come compagno di classe Eugenio Pacelli, il futuro Papa Pio XII. Nel 1900 si laurea in medicina e diventa professore di medicina legale presso l'Università di Macerata.
Massone, membro del Grande Oriente d'Italia, nel 1925 è promosso al 33º grado del Rito scozzese antico ed accettato.
Tornato nella capitale per ricoprire la carica di direttore dell’ambulatorio dell’Istituto di medicina legale, è poi costretto ad abbandonare l'incarico dopo l’entrata in vigore delle Leggi razziali fasciste nel 1938. Nella primavera del 1939, Eugenio Pacelli, divenuto papa, intercede per trovargli un posto alla Pontificia Università Gregoriana.
Nel luglio del 1944 guida l’équipe medica della Commissione Cave Ardeatine che si occupa dell'esumazione e dell'identificazione dei corpi delle vittime dell'eccidio delle Fosse Ardeatine, nel quale rimasero uccisi, come ricorda lui stesso nel suo libro, anche due suoi nipoti: Ugo e Tullio Milano (figli di Olga Pontecorvo, altra sorella di sua moglie).

### Ascarelli e le Fosse Ardeatine
L'opera scientifica e storica del medico legale Ascarelli e dei suoi assistenti permise di dare un nome a ognuno dei trecentotrentacinque martiri: militari, antifascisti di tutte le formazioni politiche, 75 perseguitati ebrei, il sacerdote don Pietro Pappagallo, 26 minorenni cattolici ed ebrei. I martiri e i combattenti delle Fosse Ardeatine rappresentano non la lotta e resistenza romana, piuttosto di tutta la Resistenza italiana contro il fascismo. Ascarelli, uomo di scienza dal grande spessore culturale, dall'etica medica ma anche dalla spiritualità d'eccellenza, ha svolto un'opera eroica con metodologie originali nella identificazione delle salme, anche attraverso complesse operazioni di recupero degli oggetti personali.

## Opere
- Le Fosse Ardeatine, A.N.F.I.M, 1965